# Rafflesia aurantia
Rafflesia aurantia este o specie de plante parazite din genul Rafflesia, familia Rafflesiaceae, ordinul Malpighiales, descrisă de Barcelona, Co și Balete. Conform Catalogue of Life specia Rafflesia aurantia nu are subspecii cunoscute.